# ハマアズキ
ハマアズキ（浜小豆、学名：Vigna marina）はマメ科ササゲ属の匍匐性またはつる性多年性草本。

## 特徴
海岸の砂地を匍匐する。グンバイヒルガオと混じって生育することが多い。3出複葉で、小葉は長さ3–6cm、卵形～広卵形。先端は少し尖る。葉質はやや厚い草質で無毛、表面には光沢がある。葉柄の基部には小さい托葉がある。4–11月に葉柄から花柄を伸ばし、左右対称で黄色の蝶形花を咲かせる。花径は15–18 mmほどで竜骨弁はねじれない。豆果はアズキに似て線状長楕円形で、中に4、5個の種子がある。種子と種子の間は少しくびれ、黒褐色に熟して裂開する。

## 分布と生育環境
小笠原諸島、屋久島以南の南西諸島から熱帯（太平洋沿岸、インド洋、アフリカ東部）の沿岸にかけて広く分布する。種子の内部に空隙があり、1ヶ月以上海水に浮き続け、海流によって種子が散布されるため、九州や四国の海岸にもまれに漂着、発芽することがある。鹿児島県大隅半島、宮崎県日南海岸及び高鍋海岸に定着。

## 利用
緑肥用。炭酸カルシウムを豊富に含むサンゴ礁の砂浜海岸に生育することから耐塩性や耐アルカリ性が高く、塩害を受けた農地でも生育できることが明らかにされている。Vigna属の多くの種はゲノムサイズが比較的小さいことから、本種についても耐塩性などの有用形質を司る遺伝子についてQTL解析による調査対象とされている。